# Syllidae
Famille
Synonymes
- Antonbruuniidae[2]
- Levidoridae Perkins, 1987[3]

Les Syllidae sont une famille de vers marins polychètes.

## Liste des genres
Selon World Register of Marine Species (23 février 2016) :
- genre Acritagasyllis Lucas, San Martín & Sikorski, 2010
- genre Alcyonosyllis Glasby & Watson, 2001
- genre Amblyosyllis Grube, 1857
- genre Anguillosyllis Day, 1963
- genre Anoplosyllis Claparède, 1868
- genre Astreptosyllis Kudenov & Dorsey, 1982
- genre Basidiosyllis San Martín, López & Aguado, 2009
- genre Bollandiella Glasby & Krell, 2009
- genre Brachysyllis Imajima & Hartman, 1964
- genre Branchiosyllis Ehlers, 1887
- genre Brania Quatrefages, 1866
- genre Brevicirrosyllis San Martín, López & Aguado, 2009
- genre Campesyllis Chamberlin, 1919
- genre Cicese Diaz-Castaneda & San Martín, 2001
- genre Claparedia Quatrefages, 1866
- genre Clavisyllis Knox, 1957
- genre Dentatisyllis Perkins, 1981
- genre Dioplosyllis Gidholm, 1962
- genre Epigamia Nygren, 2004
- genre Erinaceusyllis San Martín, 2005
- genre Erseia Nygren, Sundkvist, Mikac & Pleijel, 2010
- genre Eudontosyllis Knox, 1960
- genre Eurysyllis Ehlers, 1864
- genre Eusyllis Malmgren, 1867
- genre Exogone Örsted, 1845
- genre Exogonita Hartman & Fauchald, 1971
- genre Exogonoides Day, 1963
- genre Fauvelia Gravier, 1900
- genre Geminosyllis Imajima, 1966
- genre Guillermogonita Böggemann, 2009
- genre Haplosyllides Augener, 1922
- genre Haplosyllis Langerhans, 1879
- genre Hemisyllis Verrill, 1900
- genre Imajimaea Nygren, 2004
- genre Inermosyllis San Martín, 2003
- genre Irmula Ehlers, 1913
- genre Karroonsyllis San Martín & López, 2003
- genre Lamellisyllis Day, 1960
- genre Laomedora Kinberg, 1866
- genre Lapithas Kinberg, 1866
- genre Levidorum Hartman, 1967
- genre Lophosyllis Sars, 1867
- genre Megasyllis San Martín, Hutchings & Aguado, 2008
- genre Miscellania Martin, Alós & Sardá, 1990
- genre Monocerina Costa, 1861
- genre Myrianida Milne Edwards, 1845
- genre Neopetitia San Martín, 2003
- genre Nooralia San Martín, 2002
- genre Nuchalosyllis Rullier & Amoureux, 1979
- genre Nudisyllis Knox & Cameron, 1970
- genre Odontosyllis Claparède, 1863
- genre Opisthodonta Langerhans, 1879
- genre Opisthosyllis Langerhans, 1879
- genre Pachyprocerastea Nygren, 2004
- genre Palposyllis Hartmann-Schröder, 1977
- genre Paraehlersia San Martín, 2003
- genre Parahaplosyllis Hartmann-Schröder, 1990
- genre Paraopisthosyllis Hartmann-Schröder, 1991
- genre Parapionosyllis Fauvel, 1923
- genre Paraproceraea Nygren, 2004
- genre Paraprocerastea San Martín & Alós, 1989
- genre Parapterosyllis Hartmann-Schröder, 1960
- genre Parasitosyllis Potts, 1912
- genre Parasphaerosyllis Monro, 1937
- genre Paratyposyllis Hartmann-Schröder, 1962
- genre Parautolytus Ehlers, 1900
- genre Parexogone Mesnil & Caullery, 1918
- genre Perkinsyllis San Martín, López & Aguado, 2009
- genre Photocharis Ehrenberg, 1835
- genre Phyllosyllis Ehlers, 1897
- genre Pionosyllis Malmgren, 1867
- genre Plakosyllis Hartmann-Schröder, 1956
- genre Planicirrata Nygren, 2004
- genre Proceraea Ehlers, 1864
- genre Procerastea Langerhans, 1884
- genre Prosphaerosyllis San Martín, 1984
- genre Psammosyllis Westheide, 1990
- genre Pseudexogone Augener, 1922
- genre Ramisyllis Glasby, Schroeder & Aguado, 2012
- genre Rhopalosyllis Augener, 1913
- genre Salvatoria McIntosh, 1885
- genre Sphaerosyllis Claparède, 1863
- genre Streptodonta San Martín & Hutchings, 2006
- genre Streptospinigera Kudenov, 1983
- genre Streptosyllis Webster & Benedict, 1884
- genre Syllides Örsted, 1845
- genre Syllis Savigny in Lamarck, 1818
- genre Synmerosyllis San Martín, López & Aguado, 2009
- genre Synsyllis Verrill, 1900
- genre Tetrapalpia San Martín, Hutchings & Aguado, 2008
- genre Trypanosyllis Claparède, 1864
- genre Virchowia Langerhans, 1879
- genre Westheidesyllis San Martín, López & Aguado, 2009
- genre Xenosyllides Perejaslavzeva, 1891
- genre Xenosyllis Marion & Bobretzky, 1875

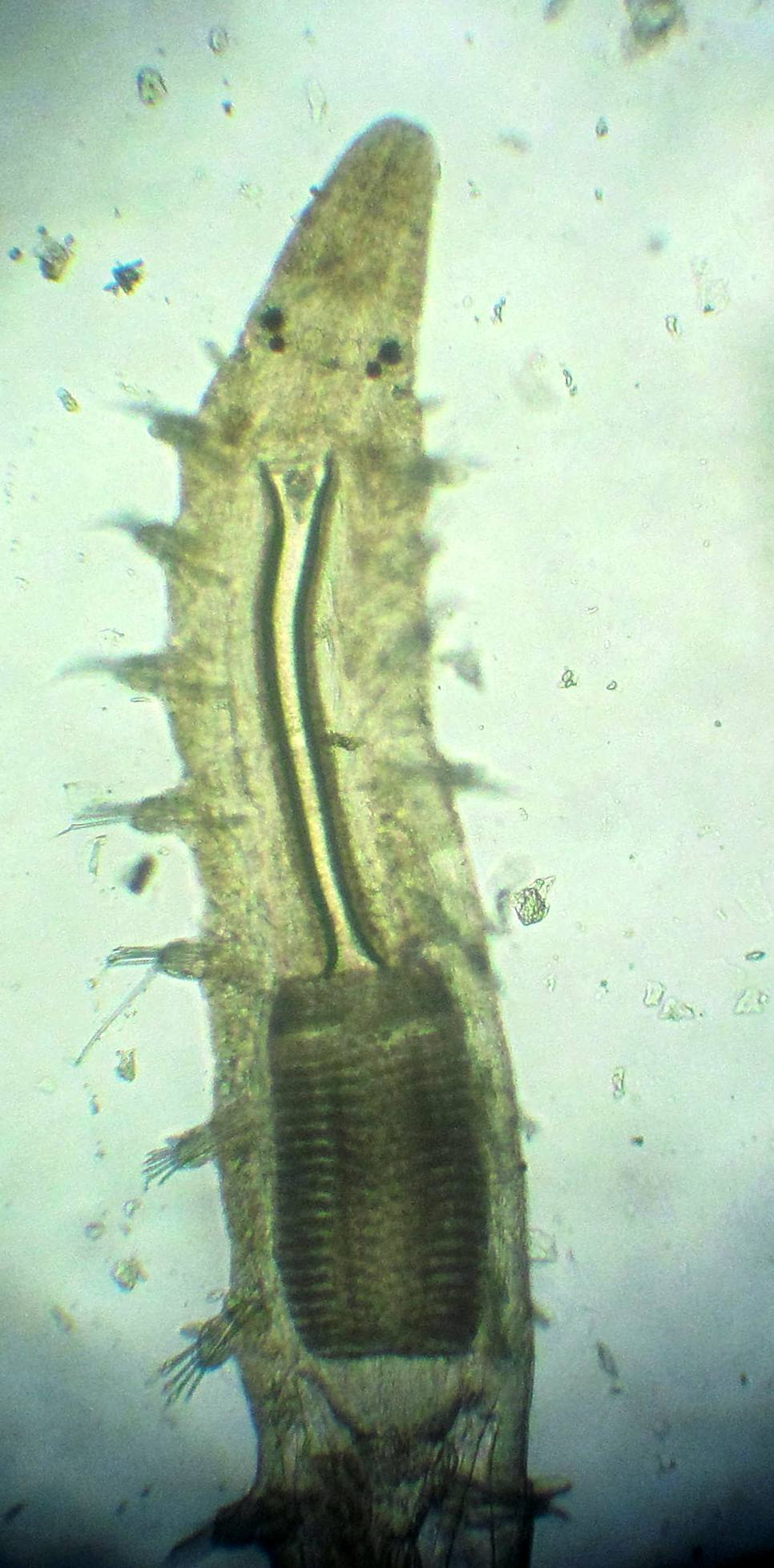
Exogone verugera
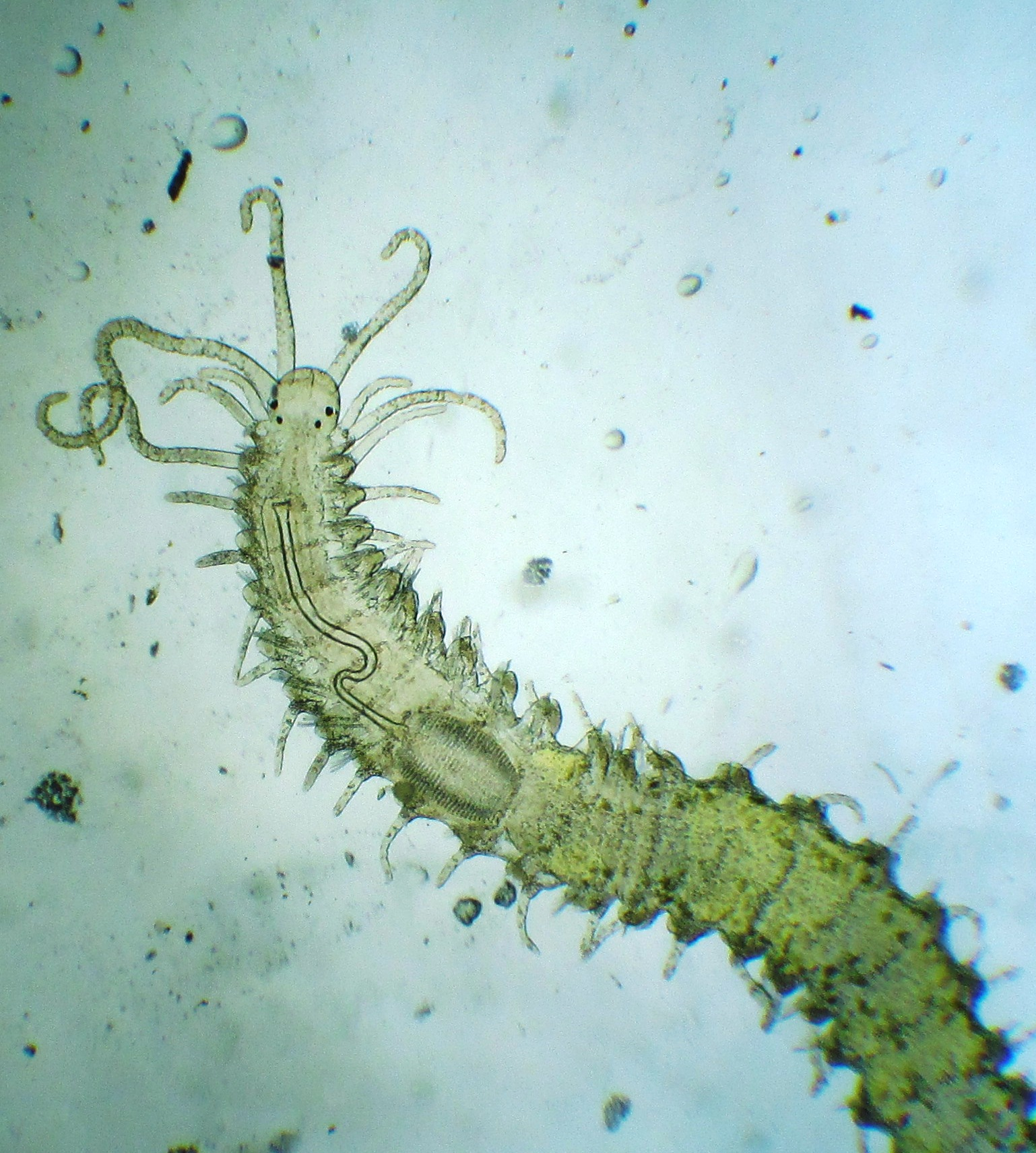
Myrianida edwarsi
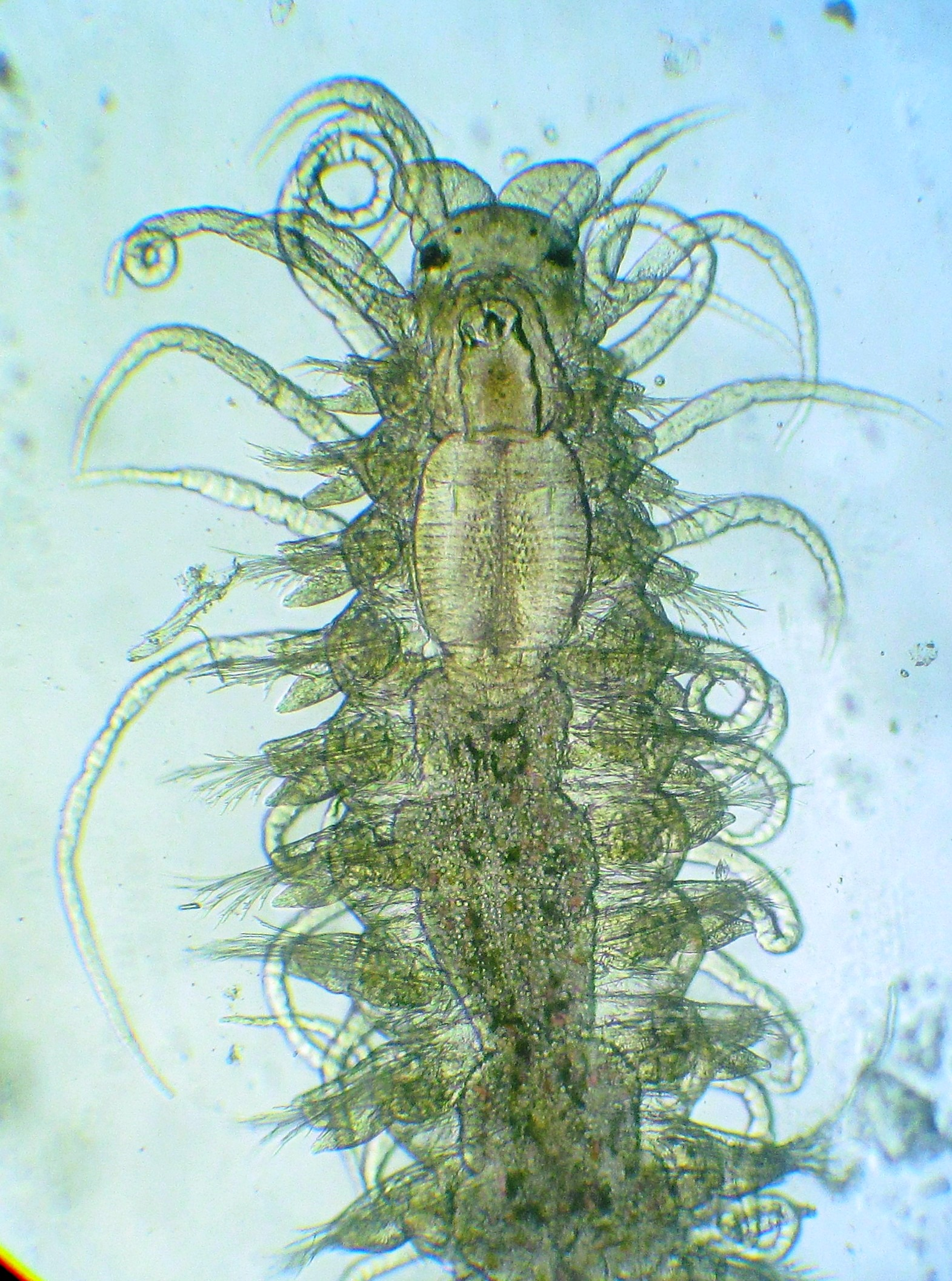
Nudisyllis pulligera
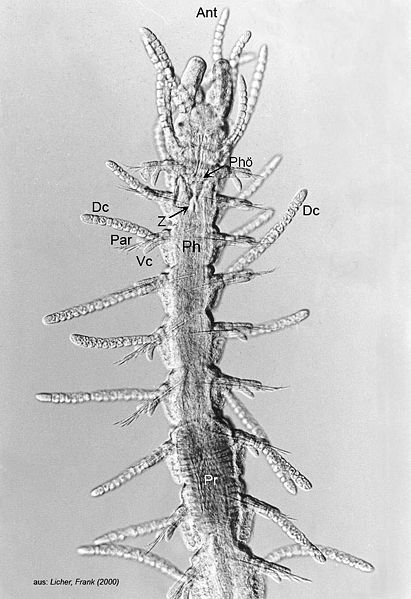
Typosyllis tyrrhena
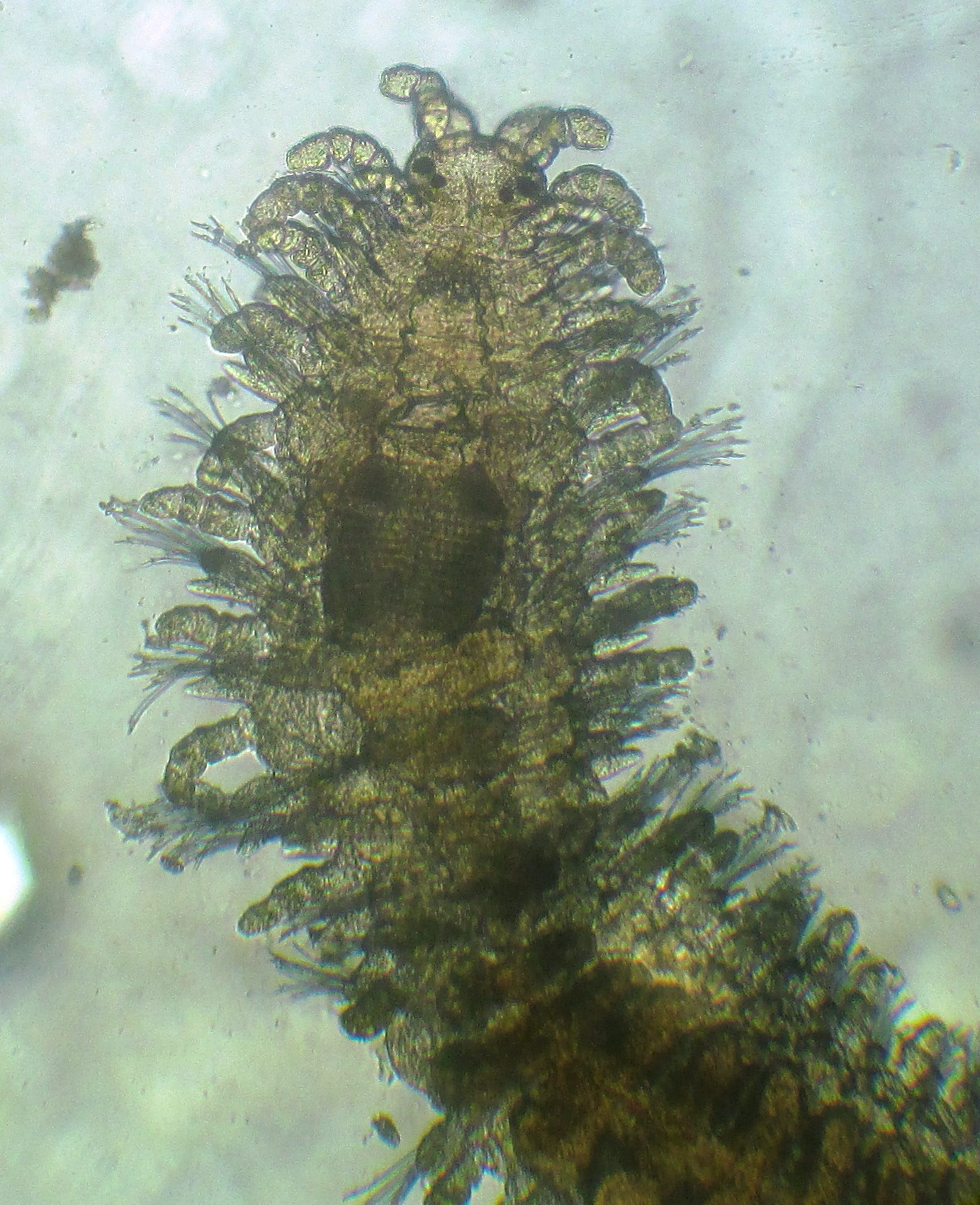
Trypanosyllis coeliaca